# 第五惑星から来た4人
『第五惑星から来た4人』（だいごわくせいからきたよにん　原題：Four From Planet 5）は、アメリカの作家マレイ・ラインスターが書いたSF小説である。1965年5月に、東京創元新社から発行された書籍では「マレー・ラインスター」と表記されている。 これは、 1959年にFawcett Publicationsにより、 Gold Medal Booksインプリント参照番号S937でリリースされた。 この小説は、南極大陸の米国の科学研究基地に近い高度な文明から、人間のように見える4人の子供を乗せた宇宙船の到着とその後の出来事について詳述している。 この物語は、1959年9月のAmazing SFのタイトルに、「 Long Ago Far Away」というタイトルで登場した。 

## あらすじ
南極大陸のギッセル湾にあるアメリカの観測基地。ここのドームの中でソームズは、導波レーダーによる流星観測をしていた。ある日のこと、基地を取材で訪れていた女性記者のゲイルに説明していたとき、レーダーが流星を捉えた。同時に、無線機が騒音を発し記録装置は誤作動した。この現象は同じ時刻に、地球上のあらゆるテレビとラジオ、電子機器にも起きていた。レーダーには流星が減速し、着陸するようすが映っていた。やがて衝撃波の振動がやってきた。調査するためソームズ、マックス、ゲイルの３人は、ヘリコプターで現場に向かった。しばらく飛ぶと、雪原に穴を見つけ、その中にはミサイルのような物体があった。着陸した一行は、武器をもって近づいた。そこには、人間そっくりの姿をした少年２人と少女２人がいた。物体は宇宙船のように思えた。言葉は通じなかったが彼らは友好的で、船内を見せてくれた。内部は不時着したために、あちこちが壊れていたが、少年の１人が無線装置のような機械を操作している姿を見たソームズは、それをやめさせた。増援のヘリコプターの音がすると、少年たちは自らの手で、宇宙船を破壊した。少年たちは、アメリカのワシントンへ連行された。英語を教えられた子供たちは、だんだんと自分たちのことを話し始めた。どうやら過去の太陽系第五惑星から、時間を超えてやってきたらしい。   

## 主な登場人物
- ソームズ - 南極基地で流星観測をしている隊員。
- ゲイル・ヘインズ - 通信社から派遣された女性記者。
- エステル・マックス - アメリカ陸軍婦人部隊の大尉。基地の広報担当をしている。
- フラン、ホッド - 宇宙船のようなものに乗っていた少年たち。
- ザニ、マル - 宇宙船のようなものに乗っていた少女たち。

## 書誌情報
- 『第五惑星から来た4人』　小西宏訳　創元推理文庫　1965年5月21日発行